# Hybnerrotvecklare
Hybnerrotvecklare (Pelochrista huebneriana) är en fjärilsart som först beskrevs av Friederike Lienig och Philipp Christoph Zeller 1846.  Hybnerrotvecklare ingår i släktet Pelochrista, och familjen vecklare. Enligt den finländska rödlistan är arten sårbar i Finland. Arten är reproducerande i Sverige. Artens livsmiljö är sandstränder vid Östersjön.